# 新居善太郎

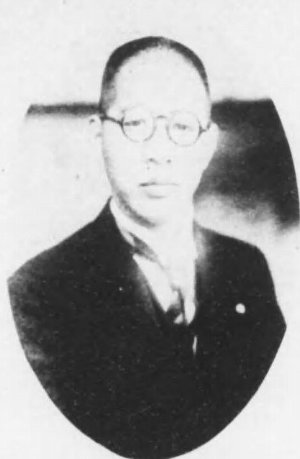
新居善太郎

新居 善太郎（あらい ぜんたろう、1896年1月16日 - 1984年1月12日）は、日本の内務官僚。官選府県知事。公園緑地施策にも多く関わった。

## 来歴・人物
栃木県足利市出身。染料商・新居倉造の四男として生まれる。
佐野中学、第一高等学校を経て、1921年6月、東京帝国大学法学部法律学科（英法）を卒業。1922年2月、内務省に入り東京府属となり、内務部庶務課に配属。同年11月、高等試験行政科試験に合格。
1923年3月、広島県佐伯郡長に就任。1926年5月復興局建築部に事務官として在勤。さらに同局建築部庶務課長を務め、市街地建築物法の法文案を起草、土地区画整理事業の実施に寄与する。以後、内務事務官・土木局勤務、兼内閣総理大臣秘書官（斎藤実総理）、兼文部大臣秘書官（斎藤総理、大臣兼務）を歴任。1934年には内務書記官・土木局道路課長、1936年には同河川課長となり、さらに兼内務大臣秘書官（河原田稼吉大臣）・大臣官房人事課長を務める。
1938年11月、厚生省社会局長兼臨時軍事援護部長に就任。1940年8月、鹿児島県知事となる。1941年、内務省国土局発足に伴い、初代局長に就任。以後、1943年に同地方局長、1944年、京都府知事、1945年に大阪府知事に就任。1946年1月、大阪府知事を退任し、同年9月から1951年8月まで公職追放となった。
その後、日本公園緑地協会会長として全国の公園緑地の拡大を、公園緑地管理財団初代理事長として公園緑化を、道路緑化保全協会会長として道路の緑化を、それぞれ指導した。
また、日本万国博覧会政府出展「日本庭園」、国営武蔵丘陵森林公園、沖縄国際海洋博覧会の記念公園などの基本計画構想策定委員長、国営昭和記念公園建設の基本問題懇談会座長などもつとめた。
また、次代を担う青少年の育成に関心を寄せ、社会福祉法人の恩賜財団母子愛育会の会長を最後まで務め、その他、全国防災協会会長、地方財政審議会会長などを歴任。
1982年、郷里である足利市の名誉市民に選ばれている。1984年1月12日死去。享年87。

## 家族・親族
- 妻・菊枝（元日本銀行理事麻生二郎の五女、元海軍機関大監麻生武平の孫）
- 長男、次男、長女、次女

## 著作等
- 講述『市街地建築物法講義』復興局、1929年。
- 内政史研究会『内政史研究資料』第228集～第245集、新居善太郎氏談話速記録 第1～18回、1974年 - 1983年。